# ワコム
株式会社ワコム（英: Wacom Co., Ltd.）は、埼玉県に本社を置く、電子機器開発事業を行う企業。東京証券取引所プライム上場。JPX日経中小型株指数の構成銘柄の一つ。

## 概要
2024年現在、ペンタブレット（板タブ）やディスプレイ製品（液晶タブレット、液タブ）などの機器を自社のブランドで製造販売する「ブランド製品事業」と、モバイル機器メーカーやパソコンメーカー向けに自社製のペンセンサーシステムをOEM供給する「テクノロジーソリューション事業」を中核とする。
2010年代後半以降、廉価な競合製品の普及などによる「ブランド製品事業」のマイナスを、サムスン「ギャラクシー」シリーズなどワコムの技術を採用したスマホやタブレットの普及による「テクノロジーソリューション事業」の伸長でカバーする状態が続いている。2020年以降のコロナ禍においては、「巣ごもり特需」によって「ブランド製品事業」の売り上げが大きく伸長したが、2022年にはその反動で落ち込み、2023年度以降、「ブランド製品事業」に代わって「テクノロジーソリューション事業」が当社の事業の過半を占めるようになった。POSデータの上では一応コンシューマ向けペンタブレット製品では日本国内で97.4%（2023年、BCN発表データ）の市場シェアを占めるNo.1企業であるが、現実は、特に高利益率の板タブの売り上げが激減し、2022年以降は自社ブランド事業の赤字が続いている。2023年現在、「ブランド製品事業」については、プロ向けディスプレイ製品では伸ばしているものの、中低価格帯製品の売り上げ低下によって、全体としては悪化しており、巻き返しのため、2022年9月に新フラッグシップ機「Wacom Cintiq Pro27」を発表し、これに続く製品群によって製品ポートフォリオ刷新を図る予定としている。しかし、改革案が楽観的であるとして、2025年現在、主要株主のアセット・バリュー・インベスターズから突き上げを食らっている。
1984年に世界初となるコードレスのデジタイザを開発した。その後、1987年には電磁誘導方式（電磁授受作用方式）を用いたコードレス＆電池レスのペンタブレットも開発した。1990年にディズニー社のデジタルアニメ『美女と野獣』（1991年公開）の制作に当社製タブレットが採用されたことをきっかけに、1980年代まではCAD向けのデジタイザとしての利用が主な市場だったペンタブレットを、1990年代以降にはデジタルアーティスト向けのお絵描きツールとして再定義し、ペンタブレット市場を拡大させると同時に当社製品のシェアも拡大した。1995年に世界シェアトップとなって以降、ペンタブレット業界を先導している。
ペンタブレット関係製品で多数の特許を保有している。また、特許戦略に強みを持ち、一部の特許が期限切れになった際も関連技術の特許を持ち防衛体制の整備につとめている。
社名は「ワールド」と「コンピューター」より。また「WA」は「和」に通じ、コンピュータと人間の「和」を目指すという意味がある。

## 歴史

### 創業当初
1983年、村上東（創業者、初代ワコム常務取締役）を中心として設立された。村上は世界日報（統一教会系の新聞社）に勤めていた際、写植機の文字盤（見出し盤）から文字を選択する「カーソル」と呼ばれるデジタイザに不満を持っていた。このデジタイザは、Intuos4の世代の製品まででオプションとして提供されていた「レンズカーソル」のような形をしていたらしいが、コードが本体につながっていて、とても使いづらかった。そのため、村上はコードレスのデジタイザを開発することにした。村上は入信して統一教会系の企業に就職する前は、もともと東北大で地磁気の研究をしていた経歴があり、「デジタイザにアモルファス合金を使う」という発想で、趣味で作ってみたら、たまたまうまく動いたので、当時の勤務先であったハッピーワールド（統一教会系の商社）の社長だった古田元男（統一教会の幹部で経済および人事を担当していた）に出資を仰ぎ、同社長をワコムの初代社長に据え、勤務先の同僚らとともに脱サラしてワコムを起業。まずコードレスの「レンズカーソル」を開発し、後から「ペン型デバイス」も開発した。
1984年1月、世界初のコードレス式デジタイザ「WTシリーズ」を発売。当初はさっぱり売れなかったが、アプリケーションとして業務用の電気設計CAD「ECAD」を開発し、「ECAD」用のデジタイザとしてセットで販売することで販売が軌道に乗る。そして1986年1月に発売された「WT-460M」が、世界初のコードレスペンを採用したペンタブレットである。「磁歪方式」を採用し、ペンは充電式だった。「WTシリーズ」はペンに磁石が入っているので、フロッピーディスクが壊れる恐れがあり、またアモルファス合金の特性にムラがあるためA2サイズ以上のラインナップができないなど、CAD用デジタイザとしてはいろいろと欠点があった。なお、CAD用の「デジタイザ」とは、紙に書いた設計図面をタブレットの上に広げて、電子ペンでトレースして電子化する装置で、最大A0サイズまでのラインナップが必要となる（1986年当時のデジタイザ/タブレットの一般的な用途は業務用CADであり、ワコムのタブレットはもともとは「絵を描く道具」として開発されたわけではなかった）。
1987年、ペンに「電磁授受作用方式」を採用した「SDシリーズ」を発売（「授受作用」は統一教会の用語なので、ワコムが統一教会と縁を切った2000年代以降は基本的に「電磁誘導方式」と呼んでいる）。ペンがコードレス＆電池レスになり、「WDシリーズ」の欠点は解消された。当時の通産省・総務省・文部省の推進する国策「TRONプロジェクト」の一環として坂村健が提唱する「電房具」構想に賛同したワコムは、1984年に坂村より「電子ペン」製作の依頼を受け、当時の文部省が進めていた教育コンピュータのプロジェクトである「CECマシン」のBTRON仕様で使われる「TRONキーボード」用の「筆圧ペン」を製作し、1987年10月に発表（1988年5月開催の「マイクロコンピュータショウ'88」で一般公開）。「SDシリーズ」でも、オン/オフを取るだけの標準のペンとは別に、オプションのペンで筆圧検知に対応した。なお、「TRONプロジェクト」を率いる坂村は、コンピュータのデバイスとして「マウス」ではなく、日常利用している文房具と同じ形のもの（「電房具」）を使用するべきだと提唱しており、キーボードとペンタブレットが合体したような「TRONキーボード」を開発したが、「TRONプロジェクト」において、ワコムの「電子ペン」をポインティングデバイスとして使うだけではなく、文字の手書き入力への対応もさせるつもりであった。
1990年代に入ると、ペン入力対応OSの「PenPoint OS」（1991年）や「Windows for Pen Computing」（1992年）がリリースされるなど、「ペン入力コンピュータ」がブームとなり、ワコムは国産初のペン入力コンピュータ「PenTop」（1992年）、国産初のカラー液晶のペン入力コンピュータ「PenTop486」（1994年）などをリリースした。当時のペンコンピュータは文字の手書き入力の認識がとても悪く、当時ブームとなって各社が試作していた「ペン入力コンピュータ」は一般的にならなかったものの（TRONプロジェクトにおける電子ペンは「絵を描く道具」ではなく、あくまでマウスやキーボードの代わりとみなされていた）、ペンのセンサーを液晶の表面ではなく液晶の後ろ側におけるので液晶が見やすい、というのは電磁誘導方式（ワコムの特許）の大きな利点で、聴覚障害者向けの筆記通訳や医療用などに使われていたこの業務用ペンコンピュータの流れが、後にワコム初のコンシューマ向け液晶ペンタブレット「Cintiq C-1500X」（2001年）につながる。
1988年にドイツ現地法人を設立。1991年にはアメリカ現地法人を設立するなど、この頃より海外展開を開始した。当時のペンタブレットの主要な用途はCADであったが、この用途ではワコムの「コードレスペン」という特徴は特に利点にならず、海外には強力な競合メーカーが複数あり、ワコム製品は競合の倍くらい価格が高かったため、海外ではほとんどシェアを取ることができなかった。しかし、1990年に海外の大手アニメ会社であるディズニー社が、「SDシリーズ」の筆圧感知機能を評価し、デジタルアニメ映画『美女と野獣』（1991年公開）の制作で使用するなど、「お絵描き」というニッチ分野でかろうじてシェアを取ることに成功したため、次のUDシリーズでは「CAD」だけではなく「お絵描き」としての用途も見越して開発が進められることになる。
1992年当時、「SDシリーズ」は、Sharp X68000の有名お絵かきソフトであった「Z's STAFF Pro」などが対応しており、当時の日本人のお絵描き一般人にも使用者は存在したが、最廉価版の「SD-510C」でも標準価格が100,000円と相当高く（そもそもX68000自体が専用モニタ込みで40万円強の高価格だったが）、「一部に熱狂的なファンがいる」程度にとどまっていた。
1992年当時、ペンタブレット/デジタイザのユーザーはほとんどが業務用のCADユーザーであったが、1990年代に入るとマウスの普及により、CADにおいてもマウスとキーボードによる入力が主流となりつつあり、また1991年以降の平成不況もあって大型で高額の業務用デジタイザの売れ行きが伸び悩みつつあった。1991年当時のペンタブレット/デジタイザ出荷金額国内最大手はセイコー電子工業、2位は日立精工、3位はグラフテックであり、ワコムは出荷金額・出荷台数ともに国内競合に水をあけられていたが、国内向けのCAD向けの大型のデジタイザが主力だった競合他社に対し、競合に先んじて海外向けのお絵描き向けの小型のペンタブレットに力を入れていたワコムは1992年以降に急激にシェアを伸ばす。
1992年に「UDシリーズ」を発売。ペン先にこれまでの「メカニカルスイッチ」（明確なクリック感があるのでCADユーザーに好まれていた）ではなく、圧力センサが筆圧によってコンデンサの容量を変化させる「コンデンサスイッチ」を採用。文字や絵を描くのに適したペンタブレットとなった。当時Painterを開発中のマーク・ジマーは、当時市場にあった唯一のお絵描き用タブレットの製造メーカーであったワコムと綿密に打ち合わせを行い、1993年に初代Painterが発売されると、Painter購入者のほぼ全員がワコムのUDシリーズを一緒に購入した。1994年には業界最大手のセイコー電子工業もお絵描き用タブレットに参入するなど、CAD向けを主力としていた競合デジタイザメーカーもワコムに続いてCG向けタブレットをリリースし始めたが、先行するワコムの「UDシリーズ」はA5サイズながら7万8千円の低価格で売れ行きが良く、1994年にはCG向けタブレット市場において国内ほぼ100%、海外でも8割程度のシェアを獲得。1994年にペンタブレット/デジタイザ市場で国内トップとなった。
1994年12月、ワコム初のコンシューマー向けタブレットのシリーズとなる「ArtPad」発売。ちょうどDOSからWindowsへの切り替わりの時期ということもあり、一般ユーザーがマウスの代わりに買う用途を見越して、2万5千円という低価格にした。「マウスの代わり」とはいかなかったものの、低価格路線は成功し、同時期に発売された「Art school dabbler」（Painterの廉価版、現在のPainter Essentials）の効果もあり、発売初月からUD/SDシリーズの10倍売れ、ワコムは一気にシェアを拡大する。1995年にはCAD向け/CG向けを合わせたペンタブレット市場で世界シェア約2割となり、ペンタブレット市場で世界トップとなった。
1996年に「ArtPad II」を発売。ペンのお尻に消しゴムが付いた。お尻の消しゴムは「電房具」構想の名残りで、もともとは本当に消しゴムの形をしたデバイスを開発していた。（1988年開催の「マイクロコンピュータショウ'88」でワコムの試作した「電子消しゴム」が公開されている）
1996年10月、サイドスイッチ1つの旧型ペンに代わり、サイドスイッチ2つの新型ペンが付属した、新「ArtPad II」を発売。新型ペンは従来のArtPad IIでも利用が可能。
1998年には創業以来の赤字となった。そのため、マジックソフトウェア社のデータベースソフトウェア「dbMagic」代理店事業をリストラし、マジックソフトウェア・エンタープライゼス（イスラエル）の日本法人として新たに設立されたマジックソフトウェア・ジャパン社に譲渡した。

### 上場
1990年代前半までのワコムは、電気設計CAD「ECAD」（CAD事業部）と、データベースソフトウェア「dbMagic」の代理店事業（MAGIC事業部）が経営の柱であり、ペンタブレット（電子機器事業部）は「お絵かき用ペンタブレット」ではなく「（当時のワコムの看板製品である）ECADのデジタイザ」として日本国内で主に展開されていた。しかし、Artpadシリーズの成功によって「お絵かき用ペンタブレット」の市場を開拓し、ペンタブレット市場で世界シェア3割を超え、ペンタブレット事業を中心として会社が軌道に乗り始めるに従い、創業者や一部社員の信仰する宗教団体である統一教会による経営への不当な介入が目立つようになった。具体的には、「社長の辞任や株式公開の中止」を要求されるなどである。そのため、「会社は株主のもの」という観点から脱会した2代社長の主導で、修練会（韓国の清平など統一教会の施設で霊的な体験をする会）への参加を「有休」あるいは「欠勤」扱いにし、宗教活動を優先する社員を解雇するなど、この頃に宗教団体と縁を切った。
初代社長の時代、「霊感商法」問題で信用を大きく失った教会の信用を高める目的で株式公開を目指したことがあったが、教会傘下企業に外部資本が入ることに対して教祖が「公開は摂理に対応できない」と反対したため、断念された。その後、初代社長から信任を受けて1991年11月より2代社長に就任した恵藤社長（創業メンバーで初代常務。主に技術を担当した初代専務に対して、初代常務は主に経営を担当した）も引き続き株式公開を目指していたが、そのために逆に教会色を排除することにして、教会の持つ株式の買い取りや信者以外の社員採用などを進めた（それまで社員は全員信者だった）。1997年当時は「ECAD」で電気制御設計CADの市場シェア80％、プリント俱楽部や電子カルテのシェーマ記入用のペンなどでも非常に高いシェアを持っており、取引先金融機関から株式公開を勧められていたにもかかわらず、ワコムは教会系の企業ということで日本の株式市場から信用してもらえず、熱烈な信者である創業メンバーや教会系企業が株を持つ形が続いていた。そのため、米国ナスダック市場への株式公開を目指し、1997年に信者ではない者をコンサルタントとして取締役に迎え、1998年には教祖が作った社訓を改めるなど教会色の排除を進めた。
1984年のワコム創業当時より、文藝春秋社が統一教会の傘下企業としてのワコムに関する報道を継続しており、例えば『文藝春秋』（1984年7月号）では統一教会の資金で設立したコンピュ一タ一会社であるワコムに関して「脱税工作のための人事管理のコンピュ一タ一利用」と報道されている。1992年3月30日には埼玉のワコム本社に統一教会の文鮮明総裁の訪問を受けており、この件（文総裁は米国で服役した経験があるため、本来は日本に入国できないが、金丸信自民党副総裁の便宜によって入管法十二条による法務大臣の特別許可が出た）は1998年4月28日に衆議院法務委員会において木島日出夫議員によって取り上げられ、「統一協会傘下企業」としてワコムが紹介された。『週刊文春』（1992年7月2日号）の報道に端を発し、当時のワコム社員の元有名人が合同結婚式に参加した「祝福3女王」の一人としてワイドショーや週刊誌で連日取り上げられたことから、1990年代のワコムは「統一教会系の会社」として有名だった。「合同結婚式に参加した元有名人の在籍する会社」として紹介した「FOCUS」や「アサヒグラフ」とは別に、「日本における「霊感商法」の総指揮者」とされるハッピーワールド元社長の古田元男がワコムの初代社長であったことから、1992年には有田芳生を中心とする週刊文春の取材班が詳しくワコムを取り上げており、2代社長（当時は専務）は「HG」（「早く現金」の略、当時社会問題となっていた「献金」）の実行部隊の一人と報道されていた。しかし、そのように教会から信任されていた2代社長が、1997年に社として初めてマスコミ取材に応じ、「フライデー」と「文藝春秋」において「現在の文先生には全くついていけない、文先生は完璧にダメ」と、統一教会を公然と批判し、ワコムが統一教会と無関係であることを公然と語ったため、ワコムの創業当初より金銭的・人材的支援を与えていた初代社長や教祖ら統一教会側は激しく反発した。創業者の思い付きで起業した埼玉のベンチャー企業に対し、資本金4,800万円を出資するとともに全国の信者の中から大手IT企業などに勤める優秀な技術者を就職させ、2代社長に代わった1991年ごろには売上80億を超える統一教会系最大の企業にまでしたのは、初代社長と統一教会であった。最終的に、2代社長は会社から「真の父母様」の写真を撤去し、新規発行株式を買い占める形で教会の影響力を排除し、ワコム社員持株会（2代社長の持株を上回っていたが、2004年1月解散）の信者を左遷したうえで解雇し、「み言よりパンを求める」ようになったため、教会から「裏切者」として除名された。
1997年当時のワコムは、当時大流行中の「プリント倶楽部」の落書き機能に採用される「プリクラ銘柄」（優良銘柄）として注目されており、上場の動きを見せるワコムに対して「コギャルの金が統一教会に流れる」「偽装脱会」と『文藝春秋』で報道され、『フライデー』では「脱会は偽装なのか、決死の果断なのか」と報道されるなど、2代社長はマスコミから「偽装脱会」の疑いをかけられた（そのため、ワコムは金融機関などに「ワコムが統一教会と無関係である」由の文書を改めて送付するなど、打ち消しに追われた）。また宗教活動を優先するために左遷された社員が労働組合を結成し、懲戒免職された挙句に裁判を起こして復職しようとしたり、「倒産の可能性がある」と言いふらしたりするなど、1997年から1998年にかけて社内で大きな混乱があった。しかし、労働組合との裁判は2000年に決着。タブレットの開発からほとんど売上のない不動産情報検索システムの営業に回したうえで業績不振を理由に部署ごと解雇したり、埼玉本社から島根やチェコ共和国などの遠方に飛ばすなど、一部社員に関しては労働組合を嫌悪したが故の不当労働行為と裁判で認められ、復職がなされたが（多くの元組合員は救済申立後に退職した）、一方で2代社長がワコムから統一教会の影響力を本当に排除した経緯が明らかになった（命令書によると、ワコム設立メンバーであった2代社長はもともと壺や高麗人参などを売る会社に所属していたが、「霊感商法の被害者側との対応など」に当たるうちに「問題があると認識」し、「霊感商法からの脱却」を図るため、電子ペンの開発を思いついた同僚を頼る形でワコムを設立したとのこと）。2002年、マジックソフトウェア・ジャパンの小川社長（日本IBM出身で、複数の外資系企業の立ち上げに参加し、上場までさせた実績があり、信用のある人物だった）がワコムの2代社長に請われて3代社長に就任、2003年にジャスダック上場がかなった。
なお後日談として、信者の株主は株式上場によって大金持ちとなり、多額の献金が行われたとのこと。大株主である2代社長自身も資産家となり、2003年当時はフィールズの山本英俊社長に次ぐベンチャー資産家として「週刊ダイヤモンド」（2003年11月1日号）の「ベンチャー資産家番付」で取り上げられた。

### Intuos登場
1998年、業務用の大型タブレット「UDシリーズ」の後継として、CGクリエーター向けタブレットの新シリーズ「WACOM intuos」（初代intuos）が発売された。それまでの製品では、筆圧などのペンの情報をアナログ情報としてタブレット側に返していたが、Intuosではペンの内部にICチップが搭載され、筆圧などの情報をデジタル情報としてタブレット側に返すようになった。ペンの筆圧レベルが従来の256から1024となり、ON荷重も軽くなるなど、大幅な進化がなされた。
1999年には、ArtPadシリーズの後継となる廉価なコンシューマー向けタブレットの新シリーズ「FAVO」が発売された。廉価製品でもIntuosと同様にICチップが搭載され、筆圧レベルも512となった一方で、価格は1万2500円と、とても安かった。Intuosシリーズの成功により、1999年当時のワコムはペンタブレット市場で世界シェア50%、国内シェア90%となっていたが、ワコムは海外市場がまだ成長すると考えており、FAVOはWindowsのアマチュア市場、iMacユーザー、教育市場などを狙った製品であった。
2001年、液晶タブレットの「Cintiq C-1500X」（初代Cintiq）が発表された。それまで業務ユーザー向けに液晶タブレットを提供してきた同社としては初のコンシューマ向け液晶タブレットである。「intuos」「FAVO」に続く第3のブランドと位置付けられたが、標準価格168,000円、年間売上の見込みは世界で3万台程度と、当時は一般人が買うような製品ではなかった。
2002年、「WACOM Smart Scroll」発売。いわゆる「左手デバイス」の先駆けである。
2005年、「Cintiq 21UX」発売。「intuos 3」相当のペンタブレットとしての機能に、21.3インチの大画面を搭載した、Cintiqシリーズ初の大型液晶タブレットである。実売約35万円と、ごく一部のプロが買うような製品であった。
2007年、「FAVO」の後継シリーズとして「Bamboo」を発売。「絵を描く単なるプロの道具」に留まらない、一般家庭での利用を想定した製品としてエントリーモデルの再ブランディングを行うことで、「毎年300万人」のワコムの市場をさらに拡大させることを目指した。文字入力などのペン入力機能が強化された最新OSのWindows Vistaに標準対応していることをアピールしていた。
2009年、「Intuos4」発売（この世代でIntuosが大文字になった）。筆圧レベルが1024から2048レベルに精細化され、ペン先が触れたのを検出するON荷重は10gから1gになった。また左右どちらの手でも使える上下対称のデザインになり、ファンクションキーの隣に有機ELディスプレイが搭載されて何のスイッチなのか解りやすくなるなど、順当に進化した。

### 音楽業界参入
2009年3月、ワコムはDJ機器「nextbeat」を発表し、音楽業界に参入。ブランド第1弾となる「nextbeat X-1000」は、ペンタブレット開発などで培ったタッチセンサー技術を生かし、タッチセンサーでコントロールする2つの音源と、ミキサー、エフェクター、サンプラーの機能を、30×30センチのサイズに収めた。DJプレイがこれ1台だけで完結する意欲的な製品だったが、標準価格が169,800円と高かったのもあり、売れなかった。2009年11月には139,800円、2010年10月には84,800円まで価格を下げるも、売れず、ワコムは2011年に25,403,000円の特損を計上。ワコムはこれ1台だけで2011年に音楽業界から撤退した。

### 液晶ペンタブレットの充実とIntuosシリーズの再編
2010年代以降、液晶ペンタブレットのモデルの拡充を行った。プロからの評価は高かったが、競合製品と比べると極めて高価だった。そのため、クリエイティブ向けでは安定していたものの、エントリーユーザーは他社製品に流れた。特に、ワコムの技術を使ったペンを採用した他社製のタブレットPCに流れるという、カニバリズムを起こした。
2011年に発売された液晶ペンタブレットの「Cintiq 24HD」は、24型IPS液晶を採用し、解像度は1,920×1,200ドット(WUXGA)と、当時としては最大画面サイズ、最高解像度の製品で、価格は278,000円。2013年に発売された「Cintiq Companion」は、ワコム初のタブレットPCで、内蔵メモリ256GB版（いちおう廉価モデルだが、廉価ではない）は198,000円。
2016年に液晶ペンタブレットを「Wacom Cintiq Pro」に再ブランディングしなおし、「Wacom Cintiq Pro 13」および「Wacom Cintiq Pro 16」を発表した。2017年に発売された「Wacom Cintiq Pro 16」は、ワコム初の4K液晶ペンタブレットで、価格は18万1440円。
2019年に発売されたワコム初の廉価版液晶ペンタブレットである「Cintiq 16」は、価格が73,224円と、「Cintiq Pro」と同等のペン仕様ながら同社従来製品の半額以下にまで価格を下げた。廉価版として機能が抑えられながら競合他社の倍近い値段だったが、液晶ペンタブはワコムに一日の長があり、使えると評価が高かった。
一方ペンタブレットでは、2013年にブランドを一新。「Intuos」シリーズと「Bamboo」シリーズが統合され、プロ／ハイアマチュア向け製品を「Intuos Pro」、エントリー向け製品を「Intuos」として展開することになった（同時に、iPad向けペンデバイスの「Intuos Creative Stylus」も発表され、これも今後のワコムの主力として展開されるはずだったが、2015年にAppleから純正スタイラスの「Apple Pencil」が登場したので展開を終了した）。単なるリブランディングであり、Intuos5(2012)からの機能向上はほぼなかったが（Intuos4(2009)からの機能向上は小幅）、2017年発売のIntuos Pro(2017)では、新たに筆圧レベル8192の「wacom pro pen 2」に対応した（ただし、Intuos4以来の「グリップペン」と互換性がある）。

### テクノロジーソリューション事業の伸張
2000年代までのワコムは、ペンタブレットや液晶タブレットなどを自社ブランドで販売する「ブランド製品事業」を主力としていたが、2010年代以後、タブレット・ノートPC向け、スマートフォン向けにワコムのペン・センサーシステムをOEMで提供する「テクノロジーソリューション事業」が登場した。2011年にサムスン電子が発売したAndroidタブレット「Galaxy Note」のスタイラスに、ワコムのデジタルペン技術「Wacom feel IT technologies」が採用されて以後、ほかのAndroidタブレットでもワコムのペンの採用が増えた。
2010年代後半に入ると、Apple PencilやXP-PENなどの競合製品の伸張によって「ペンタブレット製品」における中低価格帯での競争が激化したが、ワコムはユーザーを安価なペンタブレットから高価格な液晶タブレットに戦略的にシフトさせることに失敗し、「ブランド製品事業」のマイナスが続いた。一方、「テクノロジーソリューション事業」が大きく伸長し、「ブランド製品事業」のマイナスを「テクノロジーソリューション事業」のプラスでカバーする形で、ワコムの業績の伸びをけん引した。

## 沿革
- 1983年7月 - 村上東が埼玉県上尾市に株式会社ワコムを設立。ワコム最初の製品である電気設計CAD「ECAD」を発売。
- 1984年1月 - 世界初のコードレスカーサを採用したデジタイザ「WDシリーズ」（WT-460M）発売。
- 1985年6月 - 埼玉県北葛飾郡鷲宮町（現久喜市）に本社を移転。
- 1986年1月 - 「WDシリーズ」向けに世界初のコードレスペンを発売。ペンは充電式だった。
- 1987年 - ペンがコードレス＆電池レスになった「SDシリーズ」発売。オプションのペンで筆圧検知に対応。
- 1989年 - SDシリーズの最廉価製品「SD-510C」がグッドデザイン賞を受賞[37]。標準価格が100,000円と、CAD向けデジタイザとしてはかなり安価だったが、当時は一般人が買うような製品ではなかった。
- 1990年 - ディズニー社が「SDシリーズ」を採用し、『美女と野獣』の制作で使用。その後、ほかの映画会社でもワコムのデジタイザの採用が増える。
- 1993年1月 - 埼玉県北埼玉郡大利根町（現加須市）に本社を移転。
- 1994年 - ワコム初のコンシューマー向けタブレットのシリーズ「ArtPad」発売。筆圧レベル256。
- 1998年9月 - 「WACOM intuos」（初代intuos）発売。筆圧レベル1024。同時に、廉価なコンシューマー向けタブレット「ArtPad II」の後継である「WACOM ArtPad fan」も発売された。
- 1999年11月 - 「ArtPad fan」の後継「FAVO」発売。
- 2001年9月 - 液晶タブレット「Cintiq C-1500X」（初代Cintiq）発表。標準価格168,000円。同時に「intuos2」発表。
- 2003年4月 - ジャスダック市場に上場。
- 2005年12月 - 東京証券取引所第一部に上場。
- 2006年12月 - ジャスダック市場上場廃止。
- 2007年9月 - コンシューマー向けタブレットの新シリーズ「Bamboo」発売。
- 2009年4月 - 「Intuos4」発売。筆圧レベル2048。
- 2011年2月　サムスン電子が発売したAndroidタブレット「Galaxy Note」のスタイラスにワコムのデジタルペン技術「Wacom feel IT technologies」が採用。その後、ほかのAndroidタブレットでもワコムのペンの採用が増える。
- 2013年9月 - 「Intuos5」の後継であるプロフェッショナル向けタブレットの新シリーズ「Intuos Pro」、およびBambooの後継であるコンシューマー向けタブレットの新シリーズ「Intuos」発売。Intuosのナンバリングが廃止された。
- 2017年1月 - 新「Intuos Pro」発売。付属の「プロペン2」は筆圧レベル8192。
- 2017年12月 - ECAD事業を日東工業に譲渡。
- 2022年4月 - CLIP STUDIO PAINTを提供するセルシスの親会社であるアートスパークホールディングスと提携。同年9月にセルシスとアートスパークホールディングスが統合したことに伴い、セルシスの筆頭株主になった。
- 2022年10月 - 液晶タブレットの新フラッグシップ「Cintiq Pro 27」と「プロペン3」発売。側面のボタンが3つになった。

## 関連企業
- Wacom Technology Corporation（アメリカ）
- Wacom Europe GmbH（ドイツ）
- Wacom Components Europe Ltd.（イギリス）
- Wacom China Corporation（中国）
- Wacom Korea Co., Ltd. （韓国）
- Wacom Australia Pty. Ltd. （オーストラリア）
- Wacom Singapore Pte. Ltd. （シンガポール）

## 製品

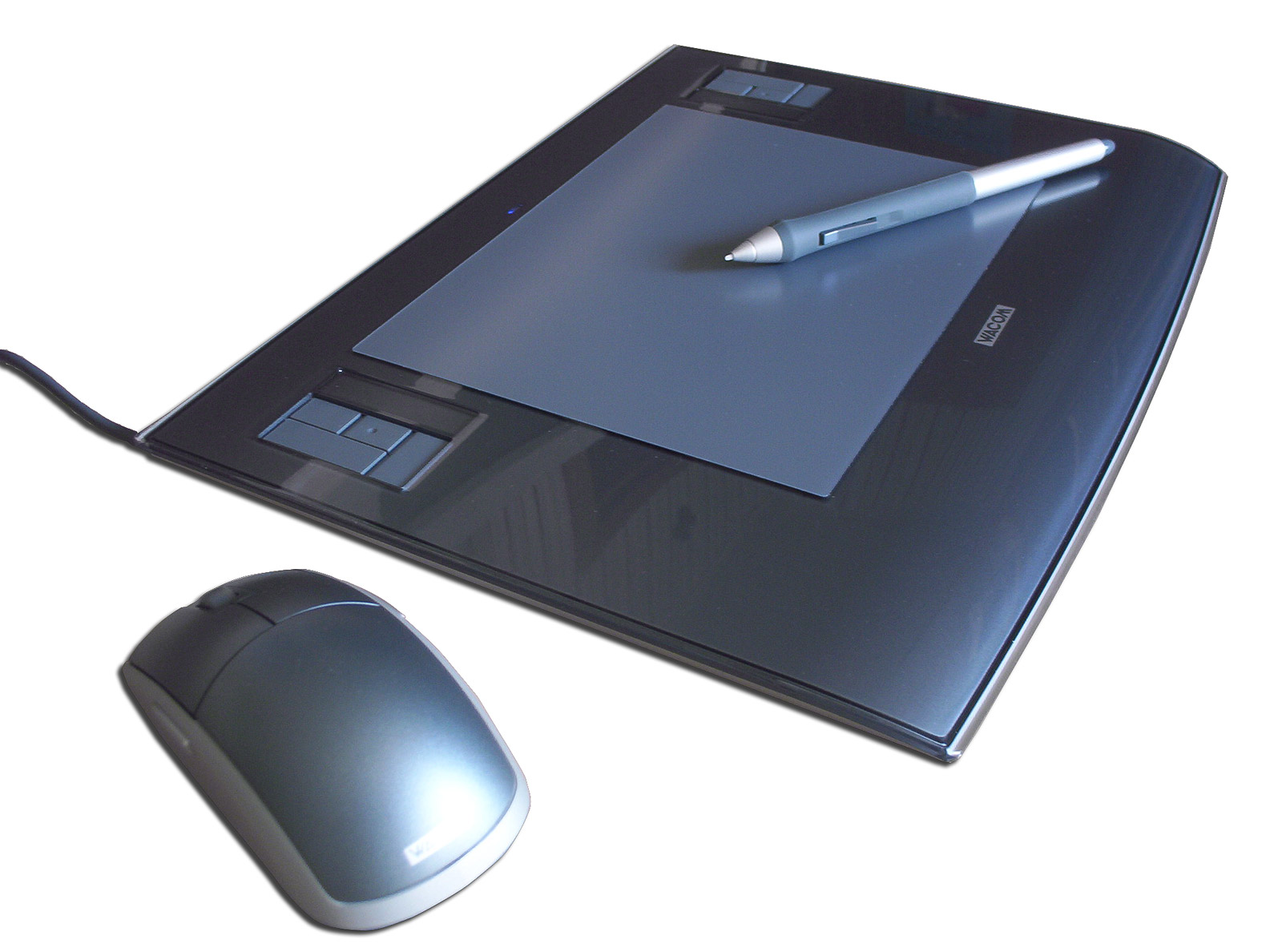
ワコム Intuos 3 (A5サイズ)

### 現行製品
Intuos（インテュオス）
Intuos Pro高性能なプロフェッショナル向け製品。サイズはMedium(A5)、Large(A4)がある。
Intuosシリーズ入門向けの製品。Bambooシリーズの後継製品。サイズはS(ベーシック)、S(ワイヤレス)、M(ワイヤレス)があり、それぞれ購入特典として無料でダウンロードできるソフトウェアの種類と数が異なる。
Cintiq（シンティック）
Intuosの技術を投入して開発された液晶ペンタブレット。繊細な操作を必要とする画像編集の現場などで使用される。指先で直接触って操作することができる「Cintiq Touch」もある。「Cintiq Pro」はプロユース向けの上位シリーズである。
現行製品
Cintiq Pro 24
24インチ、4K 、筆圧レベル8192、マルチタッチ
2018年3月発売
Cintiq Pro 16
16インチ、4K 、筆圧レベル8192、マルチタッチ
2017年4月発売
Cintiq Pro 13
13インチ、フルHD、筆圧レベル8192、マルチタッチ
2018年5月発売
Cintiq 16
16インチ、フルHD、筆圧レベル8192
2019年1月発売
Cintiq 22
22インチ、フルHD、筆圧レベル8192
2019年7月発売
Wacom MobileStudio Pro
Windows搭載タブレットPC。Cintiq Companionの事実上の後継製品。
現行製品
Wacom MobileStudio Pro 13
Wacom MobileStudio Pro 16

### 旧製品
FAVO（ファーボ）入力エリアA5～A6サイズの廉価版製品。個人が趣味で絵や写真の加工に使う。日本国外市場では“Graphire”という名称で販売されている。後に下記「Bamboo」シリーズに統合された。
FAVO コミックパックイラスト描画ソフト、漫画制作ソフトがセットになった製品。付属するソフトは、Pixia、ComicStudio mini、ComicWorks、CG illust、水彩LITE、PenPlusパーソナル。TINAMIとの協力でコミュニティサイト「コミックパック広場」が運営され、Bamboo Comicにも受け継がれている。
Bamboo（バンブー）Windows Vista上で様々な操作を行うために設計されたA6サイズの小型ペンタブレット。公式オンラインショップではBambooとソフト（ArtrageやVideoStudio）のセットパッケージもいくつか出ている。
2013年9月発売のモデルからIntuosシリーズに統合された。 
Bamboo FUN（バンブー ファン）入力エリアA5ワイド～A6ワイドサイズの一般向け製品。FAVOの後継にあたる。写真加工ソフトのAdobe Photoshop Elements 9、イラスト作成ソフトのCorel Painter Essentials 4が同梱されている。
Bamboo Comic（バンブー コミック）ComicStudio mini、IllustStudio miniが付属しているモデル。この各ソフト (mini) は、Webにアップロードする程度の画質しか描けないなどの制限がある。SサイズとMサイズがある。
Intuosシリーズ(現Intuos Pro)
Intuos
Intuos2
Intuos3
Intuos4 サイズはS（入力部サイズA6程度）、M (A5)、L (A4)、XL（A3、Intuos4のみ展開）がある。
Intuos5
Intuos Pro(2014)
Cintiq（シンティック）
Cintiq 21UX
Cintiq 12WX
Cintiq 24HD
Cintiq 24HD touch
Cintiq 27QHD／Cintiq 27QHD touch
27インチ、WQHD、筆圧レベル2048
2015年発売
Cintiq 13HD
13インチ、フルHD、筆圧レベル2048
2013年発売
Cintiq 22HD／Cintiq 22HD touch
22インチ、フルHD、筆圧レベル2048
2012年発売／2013年発売
Cintiq Companion
13インチモデルのCintiqをモバイル化したモデル。外付け液晶ペンタブレットとしても使えるAndroid 4.2搭載モデルのCintiq Companion Hybrid とWindows 8を搭載したタブレットPCのCintiq Companionが販売されている。
Cintiq Companion2

### 法人向け製品

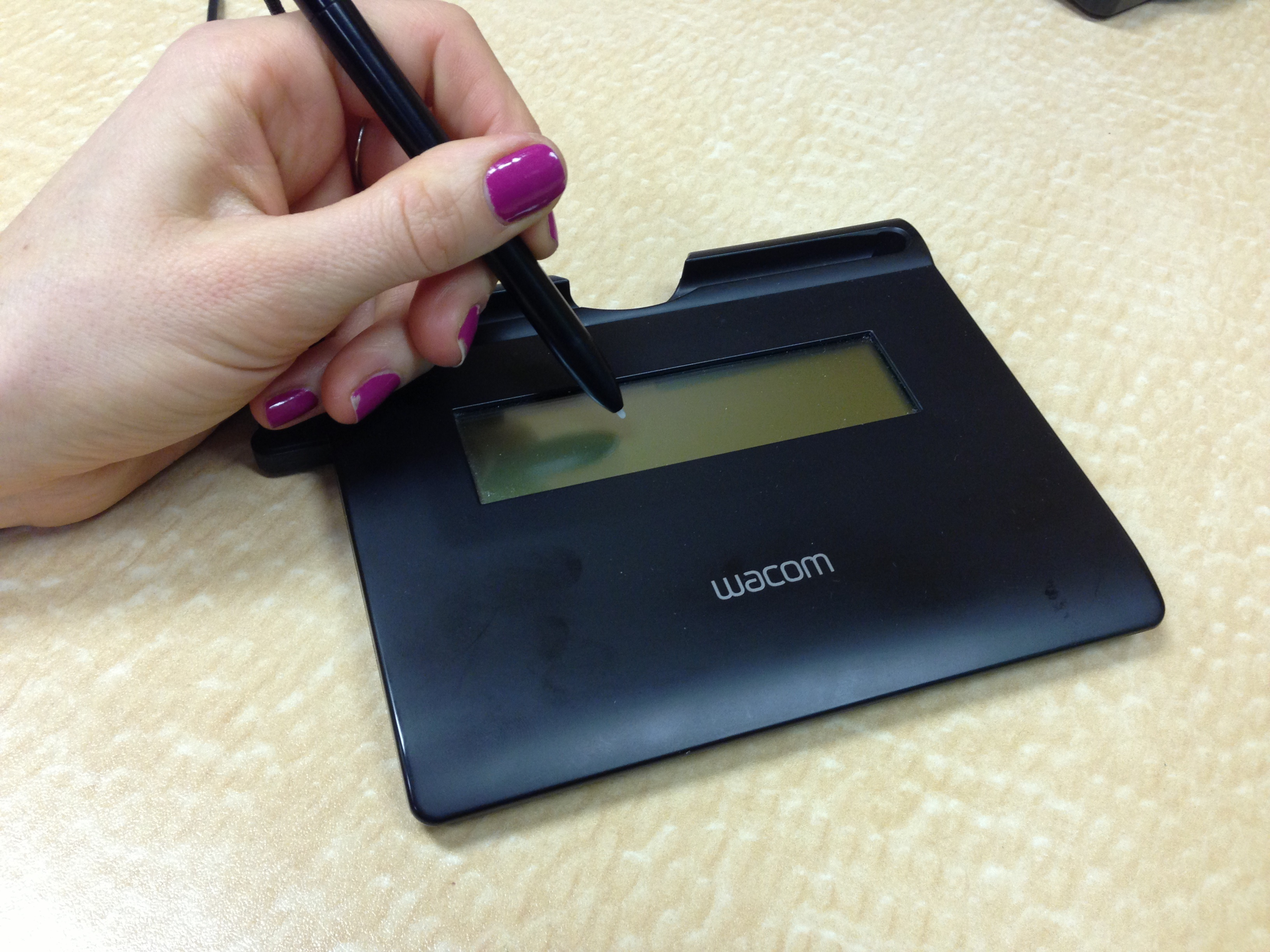
液晶サインタブレット

DTI・DTU・DTFビジネス・医療・教育現場などの使用を想定した液晶ペンタブレット。Cintiqシリーズと比べて低性能であるが、その分安価。
液晶サインタブレットクレジットカードの署名やIDカード、運転免許の署名記入などに用いられるサイン専用モデル。日本ではNTTデータの署名データ保管サービスに対応している。
その他組み込み用製品、CAD用ソフトウェア、各種システムソリューション構築など

### その他製品
Inkling（インクリング）専用ボールペンとレシーバーがセットになったもの。レシーバーに任意の紙をはさみ、それにボールペンで筆記すると、その筆跡がそのままデジタルデータとして保存される。データはPhotoshopなどのソフトにインポート可能な形式。
Bamboo Stylus（バンブースタイラス）スマートフォンなどの静電容量方式タッチパネルを操作するためのアクティブペン（スタイラス）。タッチペンのみの「Solo」、両端にタッチペンとボールペンを備えた「Duo」、持ち歩きに適した「Pochet」「Small」のほか、「Wacom feel IT technologies」搭載機器対応の「Feel」がある。「Feel」は、サムスン電子のGalaxy Noteシリーズに一貫して採用され、「S Pen」（エスペン）の商標名で知られている。